# Aechmea eurycorymbus
Aechmea eurycorymbus é uma espécie do gênero Aechmea.

## Taxonomia
A espécie foi descrita em 1935 por Hermann Harms. 

## Forma de vida
É uma espécie terrícola e herbácea. 

## Descrição
| Folha                          | Folha                     |
| ------------------------------ | ------------------------- |
| roseta foliar                  | aberta                    |
| bainha foliar                  | desenvolvida              |
| textura lâmina foliar          | coriácea                  |
| margem da lâmina foliar        | serreada                  |
| ápice folha                    | acuminada                 |
| Inflorescência                 |                           |
| tipo de inflorescência         | paniculada                |
| disposição da inflorescência   | excedendo a roseta foliar |
| posição do pedúnculo na antese | ereto/subereta            |
| bráctea envolvendo o pedúnculo | completamente             |
| raque                          | exposta                   |
| Flor                           |                           |
| pedicelo                       | subséssil                 |
| disposição das flores          | fasciculada               |
| sépala                         | conata                    |
| cor das sépalas                | amarela ou amarelada      |
| simetria das sépalas           | assimétrica               |
| ápice das sépalas              | mucronado                 |
| forma das pétalas              | lanceolada                |
| cor das pétalas                | laranja                   |
| apêndice das pétalas           | com ápice crenado         |
| calosidade das pétalas         | presente                  |

## Distribuição
A espécie é encontrada nos estados brasileiros de Alagoas, Paraíba  e Pernambuco. 
Em termos ecológicos, é encontrada nos  domínios fitogeográficos de Caatinga e Mata Atlântica, em regiões com vegetação de floresta estacional semidecidual e floresta ombrófila pluvial.